# Henri-Victor Lesur
Henri-Victor Lesur, né à Roubaix le 28 avril 1863 et mort à Paris 17e le 24 mars 1937, est un peintre français.
Il s'est spécialisé en portraits, en scènes de genre en costume, et en paysages.

## Biographie
Victor Henri Lesur est le fils de Louis Joseph Lesur et d'Aldegonde Frédérique Delimal. Élève à l'école des beaux-arts de Lille, il épouse, en 1883, la libraire Céline Cateau. Le couple emménage ensuite à Paris où il demeure au 74, rue de Nemours.
Élève de François Flameng professeur aux Beaux-Arts, il débute au Salon de Paris en 1885 et y expose jusqu'en 1900. Beaucoup de ses œuvres sont réalisées sur de petits panneaux de bois. Son style est en partie inspiré de peintres du XVIIIe siècle tels que Jean-Honoré Fragonard et François Boucher. Il est primé à l'Exposition universelle de 1889 et à celle de 1900 à Paris. Il donne son nom à un prix décerné par le Salon des artistes français.
Devenu veuf de Céline Cateau en 1923, Henri-Victor Lesur épouse en secondes noces, en 1924, l'antiquaire Odilia Alexia Adrian (1875-1952). Par cette union, il reconnaît pour enfants Odilon Henri et Alexia Frédéricka (nés Adrian en 1901 et 1904). Odilon meurt en 1936, il est inhumé au cimetière parisien de Saint-Ouen. Moins d'un an plus tard, Henri-Victor Lesur meurt à son domicile du 82 avenue de Wagram. Il est inhumé auprès de son fils.

## Œuvres
Exposées au Salon de Paris :
- 1887: Saint Louis enfant distribuant des aumônes, médaille de troisième classe.
- 1888 : Portrait de M. J. Stirling Dyce.
- 1889 : Communiantes.
- 1890 : Portrait de M. M.Caplain.
- 1891 : Adieux au rosier.
- 1892 : 
  - no 1079: Portrait de M. Alfred Loreau, député du Loiret[7].
  - no 1080: Portrait de M. F. A… en costume du XVIe siècle.
- 1895 :
  - no 1192: Portrait de Mlle Wanda de Boncza, rôle de Militza "Pour la Couronne".
  - no 1193: Portrait de M. Jacques Fenoux, rôle de Constantin Branconnir dans "Pour la Couronne".